# Unión Nacional de Educadores
La Unión Nacional de Educadores (UNE) es el mayor sindicato ecuatoriano que agrupa a profesores de educación primaria y secundaria pública. Ha obtenido un gran poder de movilización gracias al cual, y a la coordinación con la Federación de Estudiantes Secundarios (FESE), sus huelgas han logrado suspender por semanas las actividades escolares a nivel provincial y nacional en las entidades públicas.

## Visión y Organización
Agrupa a los docentes del sector público que eligen a sus dirigentes a nivel parroquial, cantonal, provincial y nacional en elecciones directas, universales y secretas en el acto democrático más importante del Ecuador después de las elecciones generales.
Los docentes afiliados a la UNE sostienen que la "UNE luchando, también está educando" en referencia a que en las calles y plazas con estudiantes y maestros movilizados se adquiere la conciencia de la realidad por la cual atraviesa la educación y en general la sociedad y la necesidad de cambiar las estructuras injustas. En esas circunstancias las calles se convierten en el aula de aprendizaje y acción, tal cual lo hicieron los héroes que lucharon por la independencia.

## Historia

### Fundación
En 1929, se fundó en Quito la Asociación General de Maestros del Ecuador, que sería el primer sindicato de maestros del país. Con la Revolución Juliana, el gobierno de Isidro Ayora, mientras Manuel Sánchez ejercía de ministro de Educación se realizó el Congreso Nacional de Educación Primaria y Normal, evento nació el Proyecto de Ley de Educación Primaria y Normal; bases generales para la organización de la escuela rural ecuatoriana y Plan de Organización. 
En el gobierno de Alberto Enríquez Gallo, ante la exigencia de las nacientes organizaciones de educadores, el 13 de abril de 1938 se firmó el Decreto Supremo N.º 75 para conformar el Sindicato Nacional de Educadores Ecuatorianos, que se alía con asociaciones obreras y concurren al Congreso de Trabajadores del Ecuador y al IV Congreso Americano de Maestros reunido en Santiago de Chile. Tras la caída de Carlos Arroyo del Río en la Revolución del 28 de mayo, se convocó al Congreso Nacional de Unificación del Magisterio del 4 de agosto de 1944 que formó la Unión Nacional de Educadores (UNE), que sería legalizada el 19 de abril de 1950.

### En la dictadura militar
En constante movilización durante distintas etapas de su historia, sería en alguna de esta cuando, en medio de la enorme represión policial y militar, sería asesinada Rosita Paredes, el 10 de agosto de 1973, en una marcha exigiendo la salida del Guillermo Durán Arcentales del Ministerio de Educación y la restitución de los cargos a los maestros cancelados por la dictadura.
El 18 de mayo de 1977, iniciaba un paro general de actividades, exigiendo la expedición de la Ley de Educación y Cultura, el incremento del presupuesto, la nivelación de sueldos de los maestros primarios y secundarios, jubilación de la mujer a los 25 años de servicio y atención a la educación indígena. Para el 30 de mayo, el régimen de Guillermo Rodríguez Lara ordenó disolver la organización, convirtiéndola en ilegal hasta el regreso a la democracia en 1979 y provocando un endurecimiento de las medidas por parte de la UNE ante el enjuiciamiento de sus dirigentes y clausura de locales. El 13 de junio se inició la primera huelga de hambre del magisterio con la participación de 30 maestros en Quito y otros más en las distintas ciudades del Ecuador.

### Retorno a la Democracia
Con el fin de la dictadura militar y la presencia de Jaime Hurtado en el Congreso Nacional, se consigue la restauración de la personería jurídica de la UNE, así como del gremio estudiantil, la Federación de Estudiantes Secundarios (FESE).
En el gobierno de Osvaldo Hurtado, el 21 de octubre de 1982, se llamó al Paro del Pueblo junto con el Frente Unitario de Trabajadores, frente a lo cual el gobierno hizo uso de la Ley de Seguridad Nacional creada por la dictadura. También se acusó al presidente Hurtado de buscar dividir al magisterio con la creación del FETEC. En esa misma década conforman el Frente Popular junto con la FESE, la Federación de Estudiantes Universitarios (FEUE), la Unión de Campesinos Asalariados del Ecuador (UCAE) y la Federación Nacional de Trabajadores Bancarios, habiendo ya para esta época una fuerte presencia del Movimiento Popular Democrático en el magisterio.

### SigloXXI

#### Gobierno de Correa
El gremio docente apoyo y participó en la Constituyente de 2008, obteniendo la gratuidad de la educación hasta tercer nivel y el incremento de los montos para la jubilación de los docentes. Apoyaría también la decisión del régimen de Rafael Correa de crear 12.000 partidas docentes, invertir cerca de 220 millones en infraestructura educativa, eliminar el cobro de $ 25 como autogestión en colegios y escuelas, y los aumentos salariales de $ 10 que efectuó en el 2008 y 2009. Las primeras fricciones con el gobierno se deberían a la formación de comisiones de excelencia para asignar las partidas docentes, con un delegado del magisterio, y la alternabilidad para la designación de directores de centros educativos.
El rompimiento total se dio tras la propuesta del gobierno de evaluar a los docentes como parte de la reforma a la Ley de Carrera Docente y Escalafón del Magisterio, que establece sanciones para los maestros que no rindan las pruebas y elimina beneficios de los dirigentes gremiales, como la licencia con sueldo. En 2015, con el apoyo del gobierno, es constituida la Red de Maestros por la Revolución Educativa como una alternativa a la UNE.
El 18 de agosto del 2016 se inició un nuevo proceso de disolución de la UNE al ser esta contraria a su régimen. El gobierno tomó el control sobre las sedes de este sindicato, lo cual ha llevado a altercados violentos.

#### Gobierno de Lasso

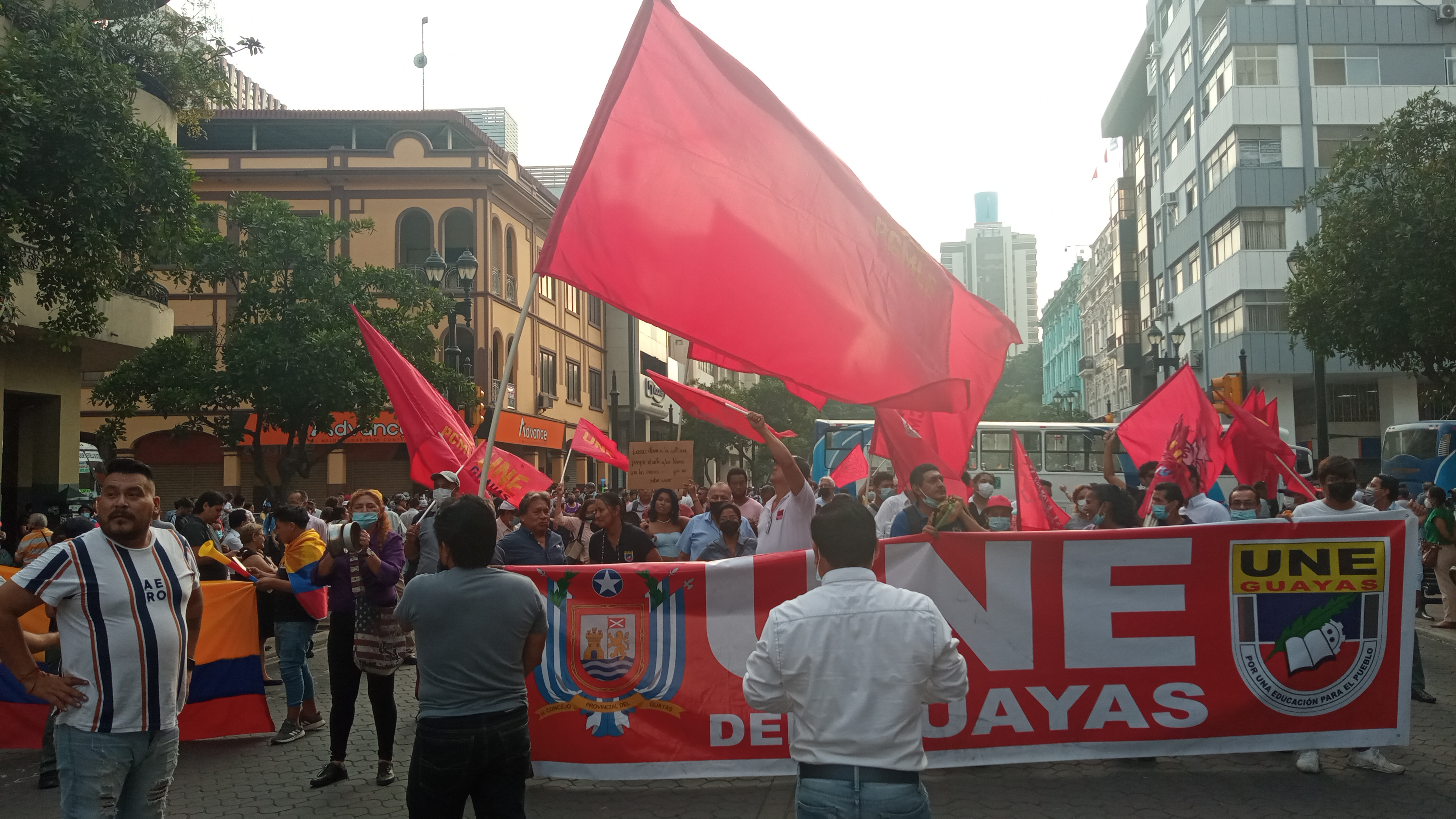
Manifestantes de la Unión Nacional de Educadores, en el centro de la ciudad de Guayaquil.

Con Guillermo Lasso en la presidencia, organizaría dos Huelgas de Hambre frente a las acciones de inconstitucionalidad contra las reformas a la Ley Orgánica de Educación Intercultural (LOEI). En esta acciones participarían representantes de otras organizaciones del Frente Popular así como de la Unidad Popular.  La primera huelga fue realizada en agosto de 2021, durando 32 días para presionar a la Corte Constitucional que estaba tramitando demandas de inconstitucionalidad enviadas por el gobierno de Lenín Moreno y seguidas por Lasso. En esta se consiguió que sean rechazadas parcialmente, declarando constitucional todo el texto pero suspendiendo la aplicación de los artículos referidos al salario y al régimen especial de jubilación para que sean enmendadas por la Asamblea Nacional.
La segunda se desarrolló en mayo de 2022, durando 19 días, causada tras el rechazo por parte del gobierno a las reformas con las cuales se buscaba dar paso a la aplicación de la equiparación salarial y jubilación especial, consiguiéndose que la Corte resuelva enviar el proyecto de ley a la Asamblea para que complete su trámite. Durante estas acciones se desarrollaron cierres de vías, crucifixiones y desangramientos simbólicos.También participarían en el Paro de Junio y la campaña contra el Referéndum constitucional de 2023.

## Presidente de la UNE
- Emilio Uzcátegui
- Nelson Torres
- Rubén Silva
- Eliecer Irigoyen
- Ciro Maldonado Jarrín
- Odilo Aguilar Pazmiño
- Ángel Polivio Chávez
- Juan Francisco Leoro
- Ricardo Sarzosa
- Marcelo Murgueytio
- Mario Leguisamo  (1971-1973)
- Manuel Antón  (1973-1975)
- Flor Medranda de Chancay  (1977-1979)
- Alfonso Yánez  (1981-1983)
- Ramiro Beltrán  (1983-1985)
- Antonio Cañizares (1987-1989)
- Ernesto Álvarez  (1989-1991)
- Juan José Castello (1991-1993)
- Gustavo Terán  (1993-1995)
- Carlos Medina  (1995-1997)
- Stalin Vargas  (1997-1999)
- Ernesto Castillo (1999-2001)
- Aracelly Moreno  (2001-2004)
- Jorge Escala (2004 - 2007)
- Mery Zamora (2007 - 2010)
- Mariana Pallasco (2010 - 2013)
- Rosana Palacios (2013 - 2018)[15]
- Isabel Vargas (2018-2023)
- Andrés Quisphe (desde 2023)[16]